# UEFA President's Award
L'UEFA President's Award, o Premio del Presidente UEFA, è un riconoscimento a risultati straordinari, eccellenza professionale e qualità umane esemplari. Il premio, istituito dalla UEFA nel 1998, è assegnato annualmente a una personalità del calcio riconosciuta per aver contribuito allo sviluppo e al successo del gioco.

## Vincitori
| Anno | Vincitore |
| ---- | --- |
| 1998 | Jacques Delors |
| 1999 | non assegnato |
| 2000 | Guy Roux |
| 2001 | Juan Santisteban |
| 2002 | Bobby Robson |
| 2003 | Paolo Maldini |
| 2004 | Ernie Walker |
| 2005 | Frank Rijkaard |
| 2006 | Wilfried Straub |
| 2007 | Alfredo Di Stéfano |
| 2008 | Bobby Charlton |
| 2009 | Eusébio |
| 2010 | Raymond Kopa |
| 2011 | Gianni Rivera |
| 2012 | Franz Beckenbauer |
| 2013 | Johan Cruijff |
| 2014 | Josef Masopust |
| 2015 | non assegnato |
| 2016 | non assegnato |
| 2017 | Francesco Totti |
| 2018 | David Beckham |
| 2019 | Éric Cantona |
| 2020 | Didier Drogba |
| 2021 | Mogens Kreutzfeldt Frederik Flensted Anders Boesen Peder Ersgaard Jens Kleinefeld Valentin Velikov Morten Skjoldager Morten Boesen Simon Kjær |
| 2022 | Arrigo Sacchi |
| 2023 | Miroslav Klose |
| 2024 | Gianluigi Buffon |